# کاسیا آنتونیتا (متروی میلان)
کاسیا آنتونیتا (انگلیسی: Cascina Antonietta) ایستگاهی در خط ۲ متروی میلان در روستایی به همین نام است. این ایستگاه در روز به طور میانگین ۶۰۰ نفر را جا به جا می‌کند.